# Spartaco Lavagnini
Spartaco Lavagnini (Fattoria Le Capezzine, 6 settembre 1889 – Firenze, 27 febbraio 1921) è stato un sindacalista, politico e giornalista italiano.
Celebre volto del socialismo fiorentino, fu dirigente del Sindacato Ferrovieri Italiani (SFI) e redattore del periodico socialista La Difesa. Divenuto dopo il congresso di Livorno segretario della federazione fiorentina del Partito Comunista d'Italia e direttore de L'Azione Comunista, fu assassinato da un gruppo di squadristi fascisti nella sede dell'SFI.

## Biografia
Terzo di quattro fratelli, era figlio del medico chirurgo Vittorio, nato a Scansano (Grosseto) e di Angelina Tramonti, nata a Trequanda (Siena). Quando nacque, il padre, già medico condotto a Scansano, era insegnante di Scienze Naturali nell'Istituto Agrario sito nella Fattoria delle Capezzine (Cortona, fraz. Barullo). Conseguito ad Arezzo il diploma di ragioniere, Lavagnini entrò come impiegato nelle Ferrovie dello Stato nel 1907 ed aderì alla Confederazione Generale del Lavoro. Nel 1910 si trasferì a Firenze, dove iniziò la sua attività sindacale e politica. Nel 1914 fu eletto membro del Comitato esecutivo della Federazione fiorentina del PSI e fu nominato amministratore del settimanale della federazione La Difesa. Contrario all'ingresso dell'Italia nella prima guerra mondiale, osteggiò anche la linea ufficiale del PSI né aderire né sabotare, e nel 1915 collaborò con La Difesa e si spostò apertamente su posizioni anti-interventiste, massimaliste e rivoluzionarie, legate alla sinistra della conferenza di Zimmerwald seguendo con passione la linea di Karl Liebknecht.
Per una grave malattia invalidante del padre, nel 1915 la famiglia lo raggiunse a Firenze. Dal 1917 divenne direttore de La Difesa ed in un suo articolo del luglio del 1917 esplicitò posizioni internazionaliste richiedendo il distacco del PSI dalle posizioni dei socialisti centristi.
Dopo la fine della Grande Guerra guardò con entusiasmo ai moti contro il caroviveri dell'estate 1919 in Toscana, ricordati come "Bocci-Bocci", pensando al possibile sbocco rivoluzionario di una situazione dai tratti insurrezionali. Preparò e organizzò lo sciopero generale internazionale del 20-21 luglio 1919, progettato dai socialisti e dai laburisti italiani, britannici e francesi, insieme ad altre organizzazioni di vari paesi europei, contro l'aggressione militare ai danni delle nuove repubbliche comuniste sorte tra guerra e dopoguerra in Russia e Ungheria, e contro il Trattato di Versailles. Lo sciopero riuscì solo in alcuni paesi e in Italia lo SFI, a Firenze diretto da Lavagnini, si ritirò dall'iniziativa. In seguito a questo risultato si dimise dalla direzione del giornale e da tutte le cariche che ricopriva all'interno del partito e del sindacato.

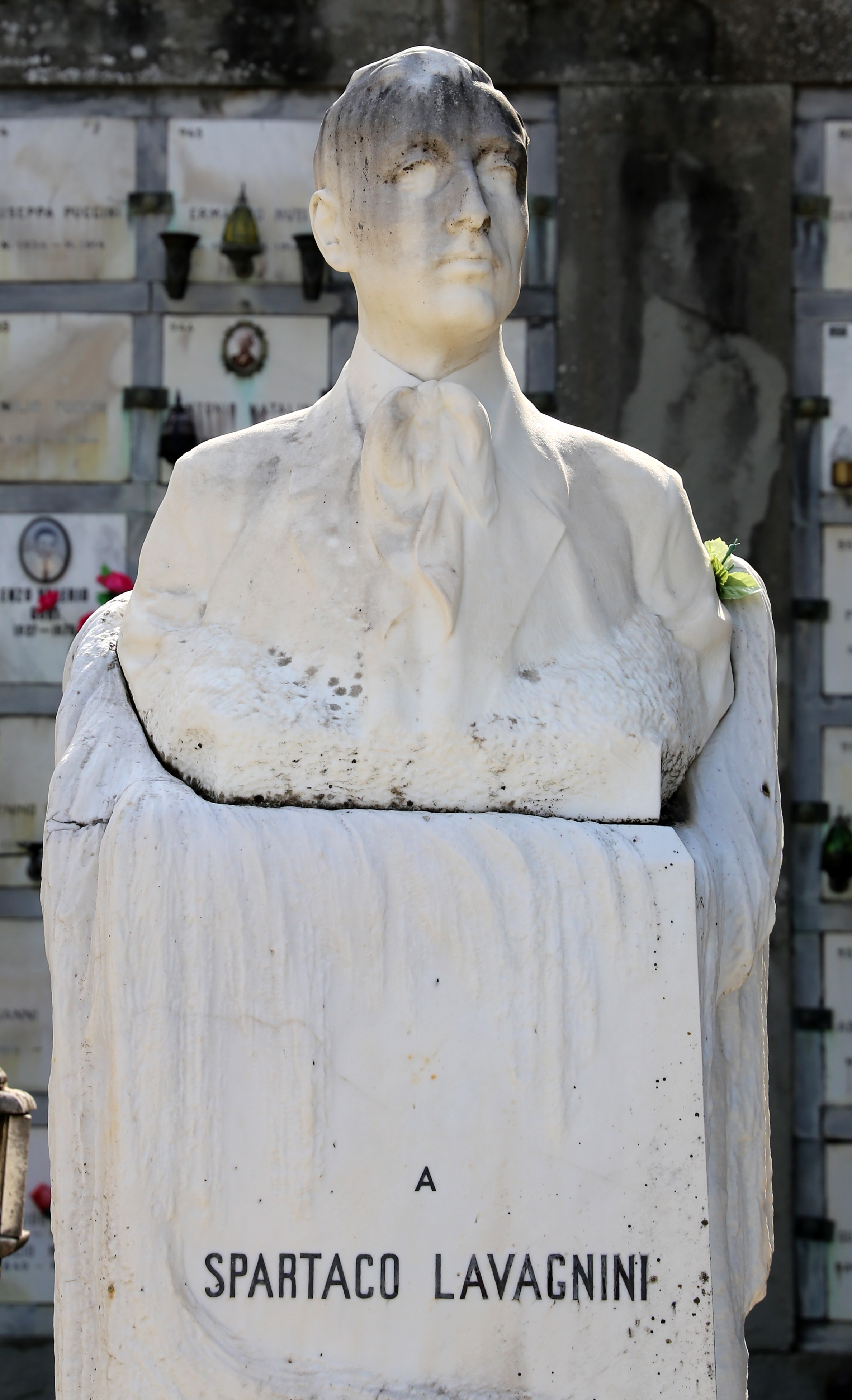
Busto sulla tomba a Trespiano, opera di Pietro Ceccarelii

Pochi mesi dopo riprese le attività sia all'interno del PSI che del sindacato ferrovieri distinguendosi nelle lotte e venendo addirittura arrestato. Nel 1920 venne eletto segretario regionale toscano del Sindacato Ferrovieri grazie alle sue capacità espresse nella lotta sindacale. Sposò Gioconda Vanni, impiegata in una casa editrice, deceduta il 13 luglio 1957, il cui corpo riposa accanto a quello del marito nel cimitero di Trespiano. Grazie all'impegno profuso nel novembre dello stesso anno fu eletto nel consiglio provinciale di Firenze.
In seguito al congresso di Livorno del 1921, la maggioranza della federazione socialista fiorentina, già dal novembre precedente controllata dalla fazione comunista, aderì al neocostituito Partito Comunista d'Italia. Lavagnini fu così tra i fondatori della sezione comunista di Firenze, nata ufficialmente il 7 febbraio 1921 e della quale fu nominato segretario. Oltre a questo incarico divenne anche direttore de L'Azione Comunista, il periodico della federazione.
Il 26 febbraio gli squadristi fiorentini assaltarono e devastarono la redazione del periodico socialista La Difesa. Il giorno successivo, verso mezzogiorno, un corteo nazionalista che stava transitando all'altezza di piazza Antinori, nel centro di Firenze, venne investito dall'esplosione di una bomba che uccise lo studente Carlo Menabuoni ed il carabiniere Antonio Petrucci. Negli scontri che seguirono l'attentato (che solo in seguito si scoprirà di matrice anarchica) un carabiniere freddò il ferroviere socialista Gino Mugnai, colpevole di non essersi tolto il cappello al passaggio della vettura che trasportava il milite Petrucci all'ospedale. Della situazione di caos ne approfittò il segretario dei Fasci di combattimento fiorentini Dino Perrone Compagni, che inviò cinque squadre per le strade di Firenze per regolare i conti con i social-comunisti e dimostrare tutta la forza del neocostituito movimento fascista. Gli squadristi iniziarono a rastrellare i bar e le osterie della città aggredendo gli avventori ed obbligando gli esercenti a chiudere in segno di lutto. Una delle cinque squadre penetrò nel civico 2 di via Taddea, la sede del Sindacato ferrovieri, della Lega proletaria dei mutilati, invalidi e reduci di guerra, della Federazione provinciale comunista e della redazione del settimanale L'Azione Comunista. Tre fascisti salirono al primo piano ed entrarono nell'ufficio di Lavagnini, che nonostante le raccomandazioni dei colleghi si era recato al lavoro per preparare il successivo numero del giornale. Una volta entrato nella stanza, uno degli squadristi sparò quattro colpi a bruciapelo al dirigente comunista, i primi due alla testa, un terzo al petto e l'ultimo alla schiena uccidendolo sul colpo. In segno di scherno gli assassini rimisero il cadavere sulla sedia con la sigaretta accesa in bocca.

## Conseguenze
I ferrovieri, appena diffusa la notizia della morte di Lavagnini, bloccarono i treni alle stazioni di Rifredi, di Campo di Marte e di San Donnino, vennero costituiti due comitati di agitazione, d'accordo con la Camera del Lavoro di Firenze, che estese lo sciopero all'intera provincia.
La situazione insurrezionale e di scontro aperto con i fascisti, appoggiati dalle forze di repressione dello Stato, nell'intera Firenze inizia come risposta alla distruzione della sede del giornale socialista La Difesa, compiuta il 26 febbraio dagli squadristi e andò avanti fino al 3 marzo, estendendosi dalla città fino ai paesi limitrofi, Scandicci, Empoli, Bandino, Bagno a Ripoli, Ponte a Ema, con barricate e una massiccia resistenza. A Firenze la resistenza fu particolarmente accanita al quartiere di San Frediano ed a quello di Santa Croce, dove furono erette barricate. La situazione fiorentina si legò al periodo in cui entreranno in azione, coagulate nel Fronte Unito Arditi del Popolo, le Formazioni di difesa proletaria. Il 27 febbraio Giovanni Berta, giovane vicino agli ambienti fascisti e figlio di un industriale, in uno scontro con i comunisti venne ferito a pugnalate e gettato da un ponte nell'Arno.
Il 1º marzo i fascisti, senza che la forza pubblica nonostante fosse presente ed intervenga, entrarono nella sede della Camera del Lavoro fiorentina, devastandola, per dirigersi quindi verso la sede della FIOM in piazza Mentana, facendo altrettanto.
L'assassinio di Lavagnini fu causa dei Fatti di Empoli del 1º marzo e della sommossa di Montelupo Fiorentino il giorno dopo, per cui 67 persone furono accusate di aver smontato le rotaie della ferrovia Firenze-Pisa, di aver alzato barricate, danneggiato la linea telegrafica e sparato contro i convogli, nell'intento di bloccare i rinforzi attesi da Firenze per reprimere la rivolta di Empoli .
Spartaco Lavagnini è sepolto nel cimitero fiorentino di Trespiano. Per molti anni, dopo la sua morte, fu rischioso andare perfino alla sua tomba al cimitero: “Alla sua tomba si posero in agguato poliziotti e fascisti, pronti ad arrestare e picchiare chiunque si fosse avvicinato a compiere un gesto di pietà”

## Il ricordo

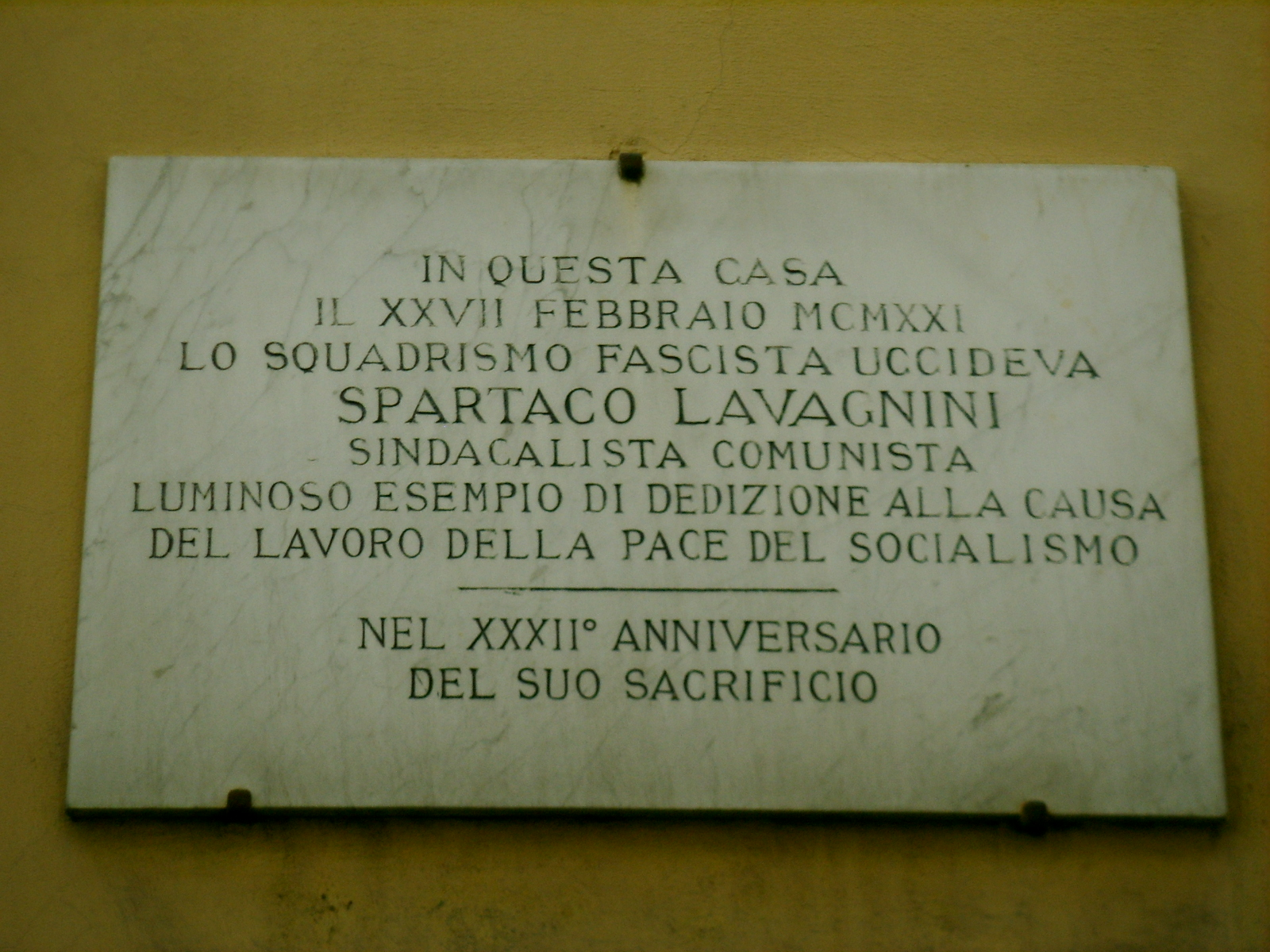
Targa a Spartaco Lavagnini, via Taddea, Firenze.

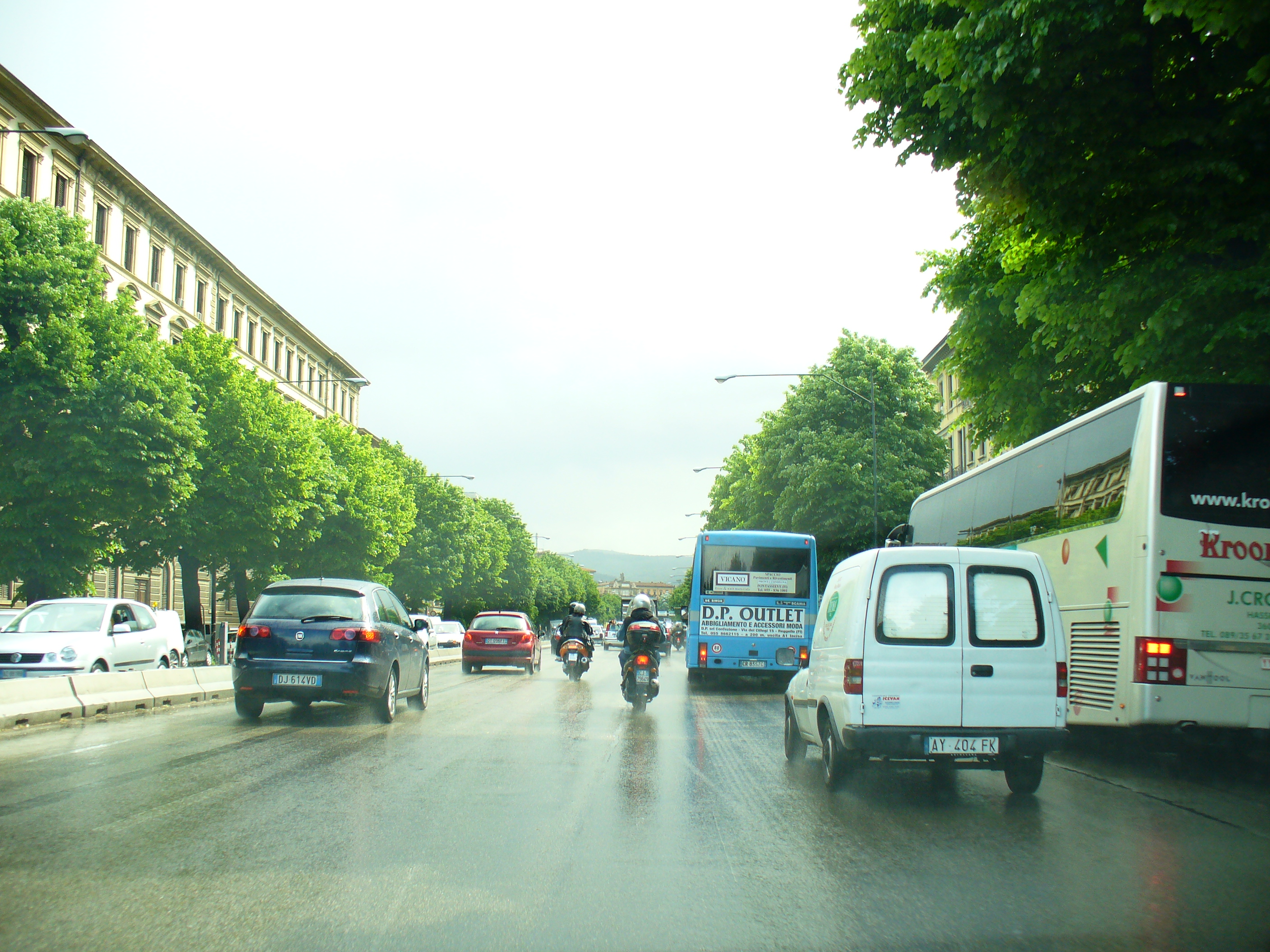
Viale Spartaco Lavagnini a Firenze.

Qualche giorno dopo il suo omicidio su L'Ordine Nuovo di Antonio Gramsci viene reso tributo a Lavagnini con queste parole: "Spartaco Lavagnini, caduto come un capo, al suo posto di lavoro, ha forse giovato di più all'idea in cui credeva, ha forse insegnato maggiori cose al popolo con la sua morte, di quanto nessuno possa mai insegnare con la parola".
A Spartaco Lavagnini, storicamente uomo simbolo per gli antifascisti, durante la Resistenza fu intitolata una Brigata d'Assalto Garibaldi, di cui fu comandante Fortunato Avanzati, nome di battaglia Viro, nella quale agiva come "incursore" ed "ariete" (avevano requisito un'autoblindo) il marchese Gianluca Spinola, comandante della "piccola banda di Ariano" formata da due proletari, ex soldati, di cui uno Vittorio Vargiu, era l'attendente dello Spinola e da due nobili di antico lignaggio. A Spartaco Lavagnini venne intitolato anche un battaglione nel settembre del 1943 in Valnerina, primo nucleo di quella che diventò la Brigata Garibaldi "Antonio Gramsci".
A Spartaco Lavagnini sono dedicati: un viale a Firenze, una piazza a Sesto Fiorentino, una via a San Giovanni Valdarno (Ar) ed una via a Grosseto, dove vivono i figli della sorella minore, Brunetta, morta nel 1997. Una targa in via Taddea a Firenze ricorda il suo assassinio.
La figura di Lavagnini è adombrata nel personaggio di Spartaco Gavagnini nel romanzo Lo scialo (1960), secondo della trilogia Una storia italiana, di Vasco Pratolini.